# Grammy Award alla miglior interpretazione vocale rock maschile
Il Grammy Award alla miglior interpretazione vocale rock maschile (Grammy Award for Best Male Rock Vocal Performance) è un premio dei Grammy conferito dalla National Academy of Recording Arts and Sciences quasi annualmente per la qualità della miglior registrazione rock vocale maschile.
Il primo a essere designato vincitore in questa categoria è stato Bob Dylan.
Il premio è stato conferito per la prima volta nel 1980 con il nome Best Rock Vocal Performance, Male, poi dal 1995 la categoria ha cambiato nome in Best Male Rock Vocal Performance. Nelle edizioni del 1988, 1992 e 1994 e poi dal 2005 non è stato più designato un vincitore per entrambi i sessi ed è stato consegnato un premio in una categoria unica, miglior interpretazione vocale rock solista.

## Vincitori e candidati

### Anni 1980
- 1980

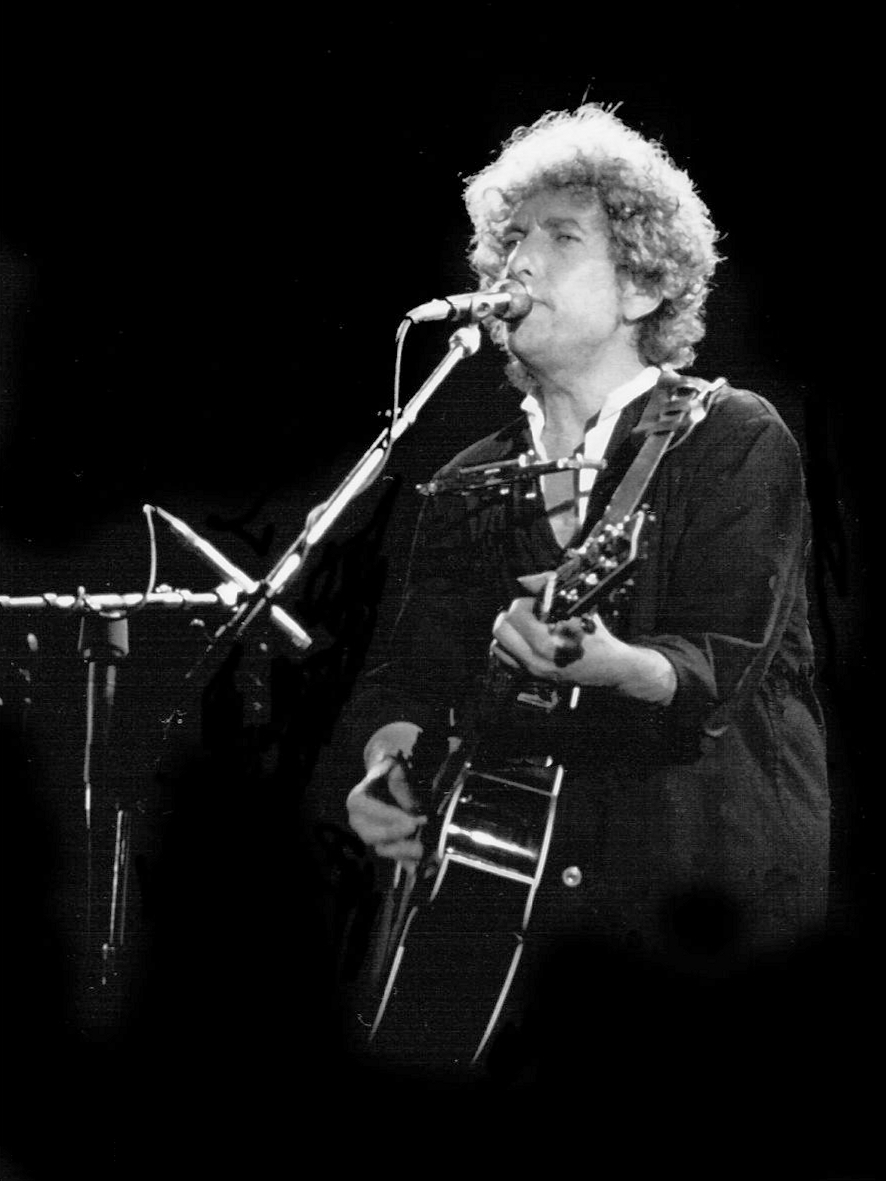
Bob Dylan ha vinto 2 premi in questa categoria.

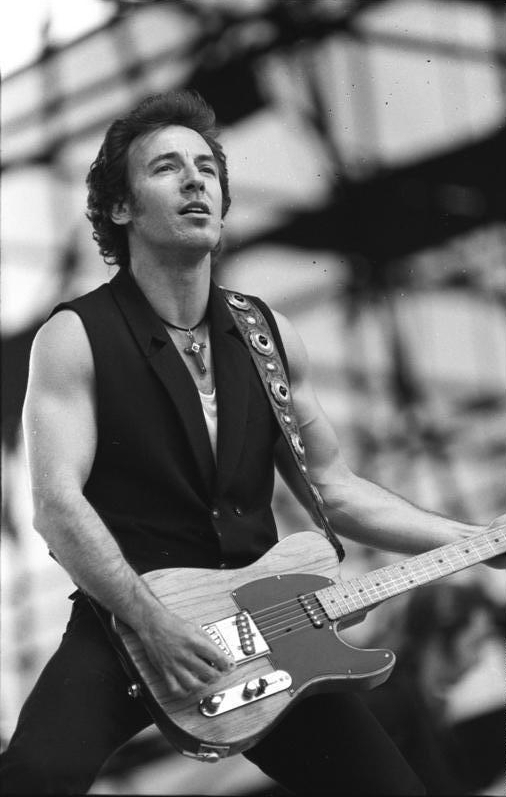
Bruce Springsteen ha vinto 3 volte in questa categoria.

  - Bob Dylan - Gotta Serve Somebody
  - Joe Jackson – Is She Really Going Out with Him?
  - Robert Palmer – Bad Case of Loving You (Doctor, Doctor)
  - Rod Stewart – Blondes Have More Fun
  - Frank Zappa – Dancin' Fool
- 1981
  - Billy Joel - Glass Houses
  - Jackson Browne – Boulevard
  - Kenny Loggins – I'm Alright
  - Paul McCartney – Coming Up
  - Bruce Springsteen – Devil with the Blue Dress / Good Golly Miss Molly / Jenny Take a Ride
- 1982[2]
  - Rick Springfield - Jessie's Girl
  - Gary U.S. Bonds – Dedication
  - Rick James – Super Freak
  - Bruce Springsteen – The River
  - Rod Stewart – Young Turks
- 1983[3]
  - John Mellencamp - Hurts So Good
  - Peter Gabriel – Shock the Monkey
  - Don Henley – Dirty Laundry
  - Rick Springfield – I Get Excited
  - Rod Stewart – Tonight I'm Yours
- 1984[4]
  - Michael Jackson - Beat It
  - David Bowie – Cat People (Putting Out Fire)
  - Phil Collins – I Don't Care Anymore
  - Bob Seger – The Distance
  - Rick Springfield – Affair of the Heart
- 1985[5]
  - Bruce Springsteen - Dancing in the Dark
  - David Bowie – Blue Jean
  - Billy Idol – Rebel Yell
  - Elton John – Restless
  - John Cougar Mellencamp – Pink Houses
- 1986[6][7]
  - Don Henley - The Boys of Summer
  - Bryan Adams – Reckless
  - John Fogerty – Centerfield
  - Mick Jagger – Just Another Night
  - John Cougar Mellencamp – Scarecrow
- 1988: Premio unito alla categoria Miglior interpretazione vocale rock solista
- 1987[8]
  - Robert Palmer - Addicted to Love
  - John Fogerty – Eye of the Zombie
  - Peter Gabriel – Sledgehammer
  - Billy Idol – To Be a Lover
  - Eddie Money – Take Me Home Tonight
- 1989
  - Robert Palmer - Simply Irresistible
  - Eric Clapton – After Midnight
  - Joe Cocker – Unchain My Heart
  - Robbie Robertson – Robbie Robertson
  - Rod Stewart – Forever Young

### Anni 1990
- 1990[9]

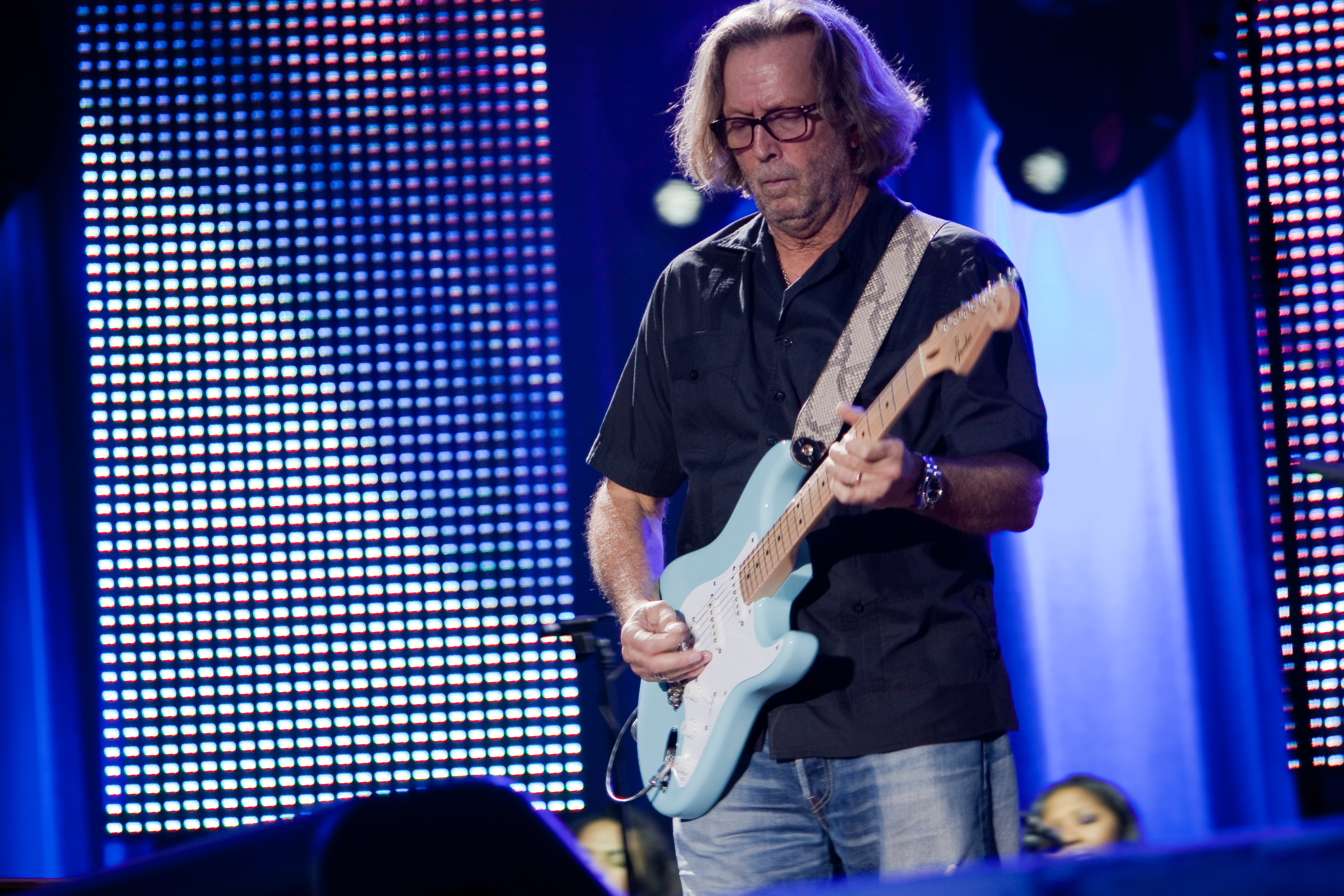
Eric Clapton ha vinto 2 volte in questa categoria: nel 1991 e nel 1993.

  - Don Henley - The End of the Innocence
  - Joe Cocker – When the Night Comes
  - Tom Petty – Free Fallin'
  - Lou Reed – New York
  - Neil Young – Freedom
- 1991[10]
  - Eric Clapton - Bad Love
  - Jon Bon Jovi – Blaze of Glory
  - Joe Cocker – You Can Leave Your Hat On
  - Billy Idol – Cradle of Love
  - Neil Young – Rockin' in the Free World
- 1992: Premio unito alla categoria Miglior interpretazione vocale rock solista
- 1993[11]
  - Eric Clapton - Unplugged
  - Bryan Adams – There Will Never Be Another Tonight
  - Tom Cochrane – Life Is a Highway
  - Peter Gabriel – Digging in the Dirt
  - Bob Seger – The Fire Inside
  - Bruce Springsteen – Human Touch
- 1994: Premio unito alla categoria Miglior interpretazione vocale rock solista
- 1995
  - Bruce Springsteen - Streets of Philadelphia
  - Beck – Loser
  - Peter Gabriel – Red Rain
  - Van Morrison – In the Garden / You Send Me
  - Neil Young – Philadelphia
- 1996[12]
  - Tom Petty - You Don't Know How It Feels
  - Bob Dylan – Knockin' on Heaven's Door
  - Chris Isaak – Somebody's Crying
  - Lenny Kravitz – Rock & Roll Is Dead
  - Neil Young – Peace and Love
- 1997[13]
  - Beck - Where It's At
  - Bryan Adams – The Only Thing That Looks Good on Me Is You
  - Eric Clapton – Ain't Gone 'N Give Up On Your Love
  - John Hiatt – Cry Love
  - Bruce Springsteen – Dead Man Walkin'
- 1998[14]
  - Bob Dylan - Cold Irons Bound
  - David Bowie – Dead Man Walking
  - John Fogerty – Blueboy'
  - John Mellencamp – Just Another Day
  - Bruce Springsteen – Thunder Road
- 1999[15]
  - Lenny Kravitz - Fly Away
  - Jeff Buckley – Everybody Here Wants You
  - John Fogerty – Almost Saturday Night
  - John Hiatt – Have a Little Faith in Me
  - John Mellencamp – Your Life Is Now

### Anni 2000
- 2000[16]
  - Lenny Kravitz - American Woman
  - Chris Cornell – Can't Change Me
  - Everlast – What It's Like
  - Bruce Springsteen – The Promise
  - Tom Waits – Hold On
- 2001
  - Lenny Kravitz - Again
  - David Bowie – Thursday's Child
  - Bob Dylan – Things Have Changed
  - Don Henley – Workin' It
  - Nine Inch Nails – Into the Void
- 2002[17]
  - Lenny Kravitz - Dig In
  - Ryan Adams – New York, New York
  - Eric Clapton – Superman inside
  - Bob Dylan – Honest with Me
  - John Mellencamp – Peaceful World
- 2003[18]
  - Bruce Springsteen - The Rising
  - David Bowie – Slow Burn
  - Elvis Costello – 45

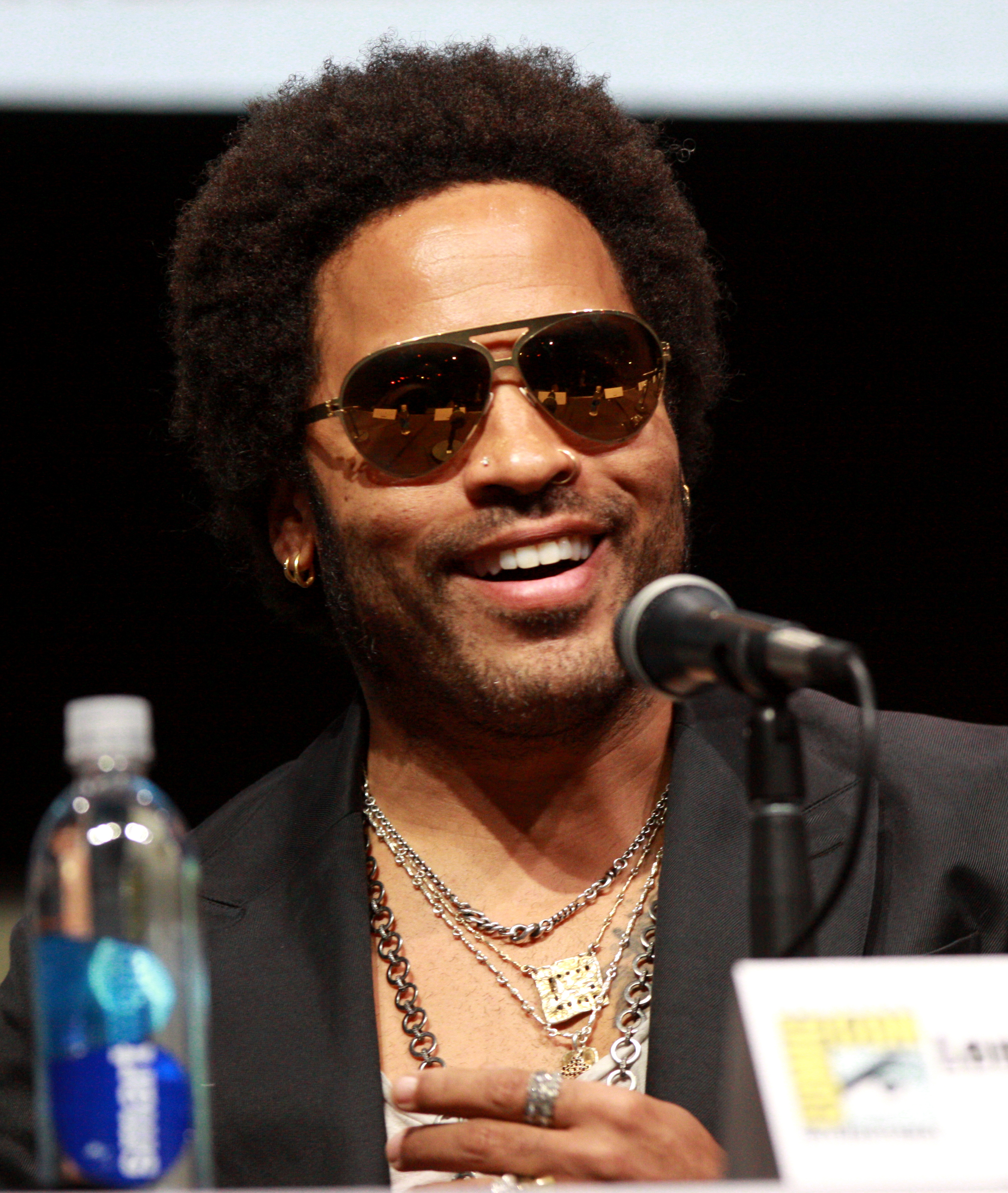
Lenny Kravitz ha vinto 4 volte, in questa categoria, consecutivamente dal 1999 al 2002.

  - Peter Gabriel – The Barry Williams Show
  - Robert Plant – Darkness, Darkness
- 2004[19]
  - Dave Matthews - Gravedigger
  - David Bowie – New Killer Star
  - Bob Dylan – Down in the Flood
  - Lenny Kravitz – If I Could Fall in Love
  - Tom Waits – Return of Jackie and Judy